# Miguel Ausili
Miguel Ausili (* 1950 in Buenos Aires) ist ein argentinisch-italienischer Bildhauer. Er hat sich seit 1975 an zahlreichen Gruppenausstellungen in Argentinien, Italien, Frankreich, Griechenland und Deutschland beteiligt und seit 1982 an zahlreichen Bildhauersymposien in Italien, Frankreich, Spanien und Deutschland teilgenommen.

## Teilnahme an Bildhauersymposien

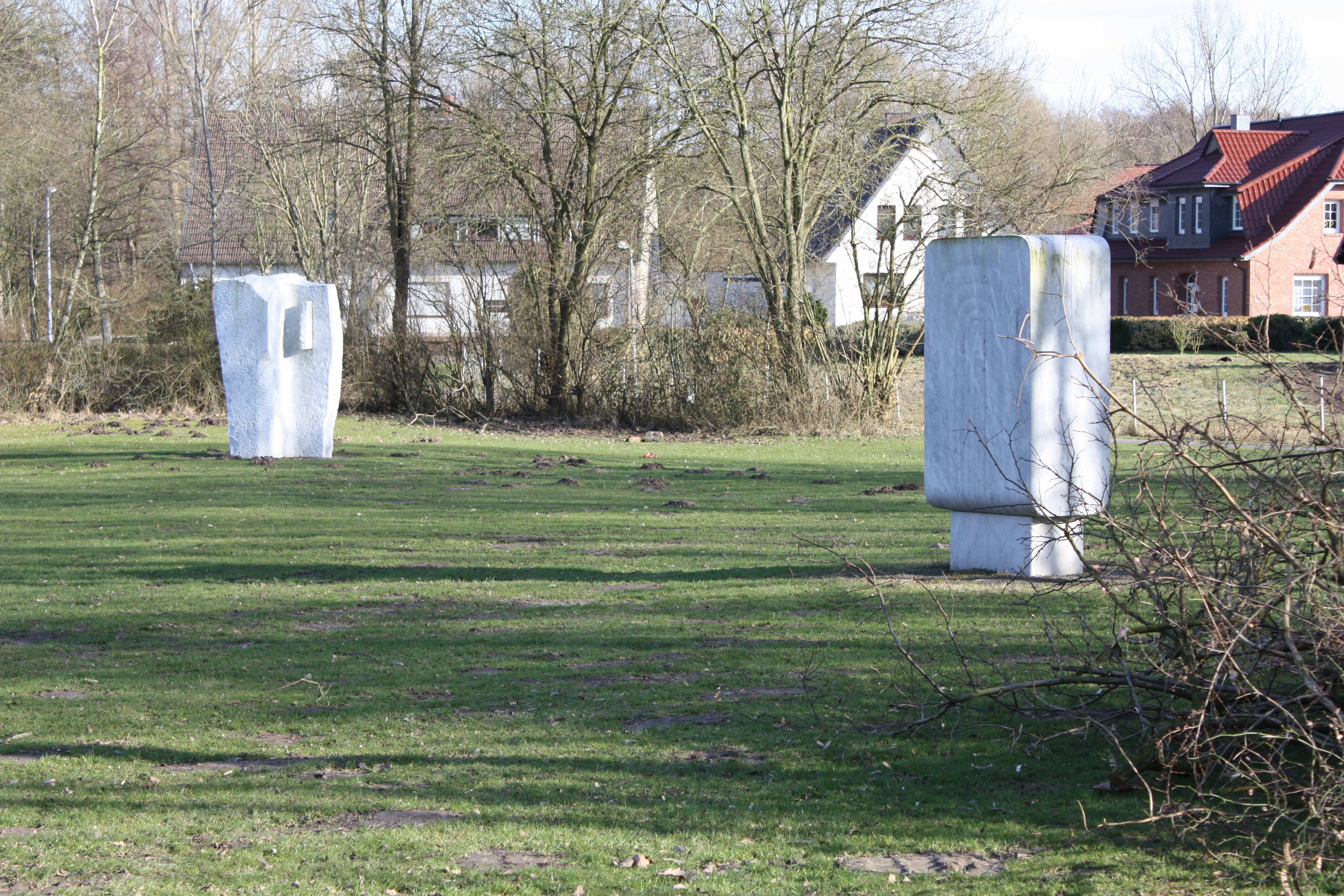
Links: Genesis, Internationales Bildhauersymposion Formen für Europa – Formen aus Stein in Syke (1991); rechts: Ohne Titel von Janez Lenassi

- 1982 II. Internationales Skulpturen-Symposion in Carrara (Italien)
- 1983 III. Internationales Skulpturen-Symposion in Carrara (Italien)
- 1984 I. Internationales Bildhauer-Symposion in Digne-les-Bains (Frankreich)
- 1984 IX. Skulpturen-Symposion von Hecho in Huesca (Spanien)
- 1985 II. Symposion für Skulptur in Stein, Fanano, Modena (Italien)
- 1986 Bildhauer-Symposion “Nanto-Pietra” in Vicenza (Italien)
- 1986 II. Internationales Bildhauer-Symposion in Bron, Lyon (Frankreich)
- 1987 I. Internationales Bildhauer-Symposion in Aubagne (Frankreich)
- 1987 II. Internationales Bildhauer-Symposion in Alessandria (Italien)
- 1988 IX. Internationales Bildhauer-Symposion in Carrara (Italien)[2]
- 1991 Internationales Bildhauersymposion Formen für Europa – Formen aus Stein in Syke (Niedersachsen)
- 2001 Europäisches Künstlersymposium Begegnung in Holz in Bassum (Niedersachsen)

## Werke
- Genesis (Marmor, 1991) auf dem Steinplatz in Syke
- Tronco Celeste (Buche, 2001) im Park der Freudenburg Bassum
- La stella invisibile und Celeste im Parco della Scultura in Campomaggiore, einer Gemeinde in der italienischen Provinz Potenza in der Region Basilikata